# ジェントル
ジェントル（ジェントル、1982年2月17日 - ）は、日本の俳優。G-STAR.PRO所属。

## 来歴・人物
- 北海道札幌市出身[1]（出生地は古宇郡泊村。『アメトーーク!』のド田舎出身の芸人特集に出演し、同村で過ごした少年時代について語ったことがある[2]）。札幌白石高等学校卒業。
- 東京NSC7期生で同期だった竹内健人と、 2001年にお笑いコンビ・ミルククラウン結成。多くのライブや番組で活躍するが、2013年3月17日、吉本を退社することを発表。コンビを解散する[3]。
- 吉本退社後は俳優業のほか、ライターやイベントMCなどを中心に活動。
- 芸名の由来は高校のサッカー部のコーチ。由縁は「挨拶がちゃんとできたから」「サッカーのプレイが紳士的だったから」。

## 出演

### 映画
- ヒーローショー（2010年）
- うそつきパラドクス（2013年）
- 坂本君は見た目だけが真面目（2014年）
- 新選組オブ・ザ・デッド（2015年）
- お江戸のキャンディー（2015年）
- 愛∞コンタクト（2016年）
- 闇金ドッグス4（2016年） - 石松
- ノーマーク爆牌党（2018年）
- 劇場（2020年）
- 銃2020（2020年）
- アンダードッグ（2020年）

### テレビドラマ
- 闇金ウシジマくん Season3（2016年、MBS・TBS） - 橋本
- 復讐捜査〜警察犬と刑事の殺人追跡行〜（2017年、EX）
- カンナさーん!（2017年、TBS） -
- 人狼ゲーム ロストエデン（2017年、tvk）
- 江戸前の旬（2018年、BSテレ東）
- スター☆ジャン神（2019年、tvk）
- 戦国炒飯TV 〜なんとなく歴史が学べる映像〜（2020年、MX）

### Webドラマ
- 全裸監督（2019年、Netflix） - 警視庁刑事 菊地[4]
- 全裸監督2（2021年、Netflix）
- 箱庭のレミング#1『不純ないいね』（2021年、ABEMA）

### 舞台
- 関口と○○の女vol.2（2018年、脚本・演出担当）